# Ludwigia stenorraphe
Ludwigia stenorraphe là một loài thực vật có hoa trong họ Anh thảo chiều. Loài này được (Brenan) H. Hara mô tả khoa học lần đầu tiên vào năm 1953.